# Формувальне оцінювання

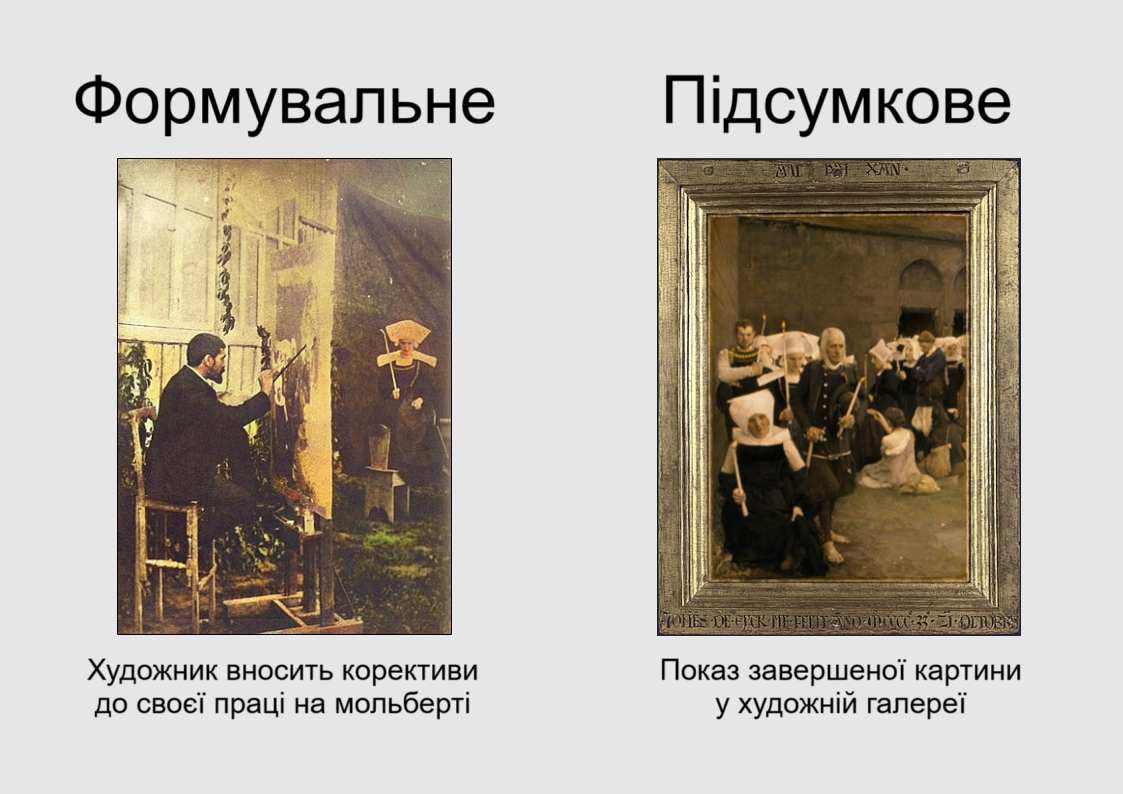
Формувальне та підсумкове оцінювання

Формува́льне оці́нювання, формува́льний зворо́тний зв'язо́к або оці́нювання для навча́ння (англ. formative assessment, formative evaluation, formative feedback, assessment for learning), включно з діагностичним тестуванням (англ. diagnostic testing), — це низка формальних і неформальних процедур оцінювання, які проводять учителі під час навчального процесу, щоби видозмінювати навчальні та викладацькі дії задля поліпшення навчальних досягнень учнів. Мета формувального оцінювання полягає у відслідковуванні навчання учнів через постійний зворотний зв'язок, що допомагає учням виявляти свої сильні та слабкі сторони й визначати області, які потребують доопрацювання. Це також допомагає викладачам розпізнавати, де учні мають труднощі, й негайно їх розв'язувати. Зазвичай формувальне оцінювання передбачає якісний зворотний зв'язок (а не бали) як для учня, так і для вчителя, з акцентом на деталях змісту та успішності. Його зазвичай протиставляють підсумковому оцінюванню, спрямованому на відслідковування навчальних результатів, часто для цілей зовнішньої звітності.

## Визначення
Формувальне оцінювання передбачає безперервний процес стримувань та противаг у процесі викладання—вивчання. Цей метод дозволяє вчителям часто перевіряти поступ своїх учнів та ефективність власної методики, відтак даючи учням можливість самооцінювання. Класна методика формувальна настільки, наскільки свідчення про досягнення учнів вивідують, інтерпретують і використовують учителі, учні або їхні однокласники для ухвалення рішень щодо наступних кроків у навчанні, які ймовірно будуть кращими або краще обґрунтованими, ніж ті, які ухвалили би без цих вивіданих свідчень.
Формувальні оцінювання надають поточний зворотний зв'язок щодо того, що учні засвоюють чи не засвоюють, щоби методи викладання, навчальні матеріали та академічна підтримка могли бути видозмінені відповідно до потреб учнів. Вони не оцінюються балами, можуть бути неформальними за своєю природою, та можуть мати різноманітний вигляд.
Формувальні оцінювання зазвичай низькоставкові, тобто мають невелику вагу в загальній оцінці, або не мають її взагалі. Прикладами формувальних оцінювань є прохання до учнів намалювати асоціативну карту на уроці для відображення їхнього розуміння теми, подати одне чи два речення з визначенням головної думки лекції, або пропозицію дослідження для раннього зворотного зв'язку.

## Походження терміна
Терміни формувальне та підсумкове оцінювання запровадив Майкл Скрівен 1967 року, підкресливши їхні відмінності як у цілях отримуваної інформації, так і в тому, як її використовують. Для Скрівена формувальне оцінювання полягало у зборі інформації для оцінки ефективності навчальної програми та допомоги шкільній системі у виборі програми, яку слід впровадити, і в тому, як її вдосконалити. Бенджамін Блум 1968 року використав цей термін у книзі Learning for Mastery, де розглядав формувальне оцінювання як інструмент для поліпшення процесу викладання—вивчання для учнів. Його наступна книга 1971 року Handbook of Formative and Summative Evaluation, написана спільно з Томасом Гастінгом та Джорджем Мадаусом, продемонструвала, як формувальні оцінювання можуть бути пов'язані з навчальними модулями в різних навчальних предметах. Саме цей підхід відображає загальноприйняте значення цього терміна сьогодні.
Для Скрівена та Блума оцінювання, незалежно від його інших застосувань, є формувальним лише тоді, коли його використовують для зміни наступних освітніх рішень. Проте згодом Пол Блек та Ділан Вільям запропонували думку, що це визначення надто обмежене, оскільки формувальні оцінювання можна також використовувати для підтвердження того, що передбачені заходи були дійсно доречними. Вони запропонували вважати класну методику формувальною настільки, наскільки свідчення про досягнення учнів вивідують, інтерпретують і використовують учителі, учні або їхні однокласники для ухвалення рішень щодо наступних кроків у навчанні, які, ймовірно, будуть кращими або краще обґрунтованими, ніж ті, які ухвалили би без цих вивіданих свідчень.

## Порівняння з підсумковим оцінюванням
Тип оцінювання, з яким люди можуть бути знайомі краще, — підсумкове оцінювання. Наведена нижче таблиця показує деякі основні відмінності між цими двома типами оцінювання.
|                        | Підсумкове оцінювання                                                       | Формувальне оцінювання                                           |
| ---------------------- | --------------------------------------------------------------------------- | ---------------------------------------------------------------- |
| Коли                   | Наприкінці навчальної діяльності                                            | Під час навчальної діяльності                                    |
| Мета                   | Ухвалення рішення                                                           | Поліпшення навчання                                              |
| Зворотний зв'язок      | Остаточне судження                                                          | Повернення до матеріалу                                          |
| Відносність оцінювання | Іноді нормативне (порівняння кожного учня з усіма іншими); іноді критерійне | Завжди критерійне (оцінювання учнів за тими ж самими критеріями) |

## Принципи
Одні з найповніших переліків принципів оцінювання для навчання складені Кваліфікаційною та навчальною адміністрацією (англ. Qualifications and Curriculum Authority, QCA). Ця адміністрація, спонсорована Департаментом у справах дітей, шкіл і сімей Великої Британії, відповідає за національну навчальну програму, оцінювання та іспити. Її основна увага зосереджена на ключових аспектах оцінювання для навчання, зокрема на тому, що таке оцінювання має вважатися центральним елементом навчального процесу, а всі вчителі мають розглядати оцінювання для навчання як ключову професійну навичку.
The UK Assessment Reform Group, (1999) визначає «Великі 5 принципів оцінювання для навчання»:
1. Забезпечення ефективного зворотного зв'язку учням.
2. Активне залучення учнів до власного навчання.
3. Коригування викладання з урахуванням результатів оцінювання.
4. Визнання глибокого впливу, який оцінювання має на мотивацію та самооцінку учнів, обидва з яких є критичними чинниками навчання.
5. Необхідність того, щоб учні могли самостійно оцінювати себе та розуміти, як поліпшити свої результати.

У Сполучених Штатах Проєкт оцінювання для навчання (англ. Assessment For Learning Project) визначив чотири «основні зміни» та десять «нових принципів» оцінювання для навчання:
Основні зміни
1. Мета оцінювання: від виявлення нерівності до впровадження рівності
2. Процес оцінювання: від ізольованої події до інтегрованого процесу
3. Пріоритети оцінювання: від оцінювання учнів до заохочення рефлексії та зворотного зв’язку
4. Продукт оцінювання: від середніх оцінок і балів до сукупності свідчень навчання

Нові принципи
1. Змістовні завдання, гідні свідчення та автентична перевірка
2. Узгодженість між навчальною програмою, навчанням та оцінюванням
3. Чіткі та прозорі навчальні цілі
4. Доступний та інклюзивний дизайн для всіх учнів
5. Активна участь учнів із структурованою рефлексією
6. Конкретний, дієвий зворотний зв'язок
7. Підтримка позитивних установок та ідентичностей
8. Визначення готовності із залученням спільноти
9. Професійна експертиза, співпраця та узгодження
10. Системи оцінювання, розроблені з орієнтацією на учня

## Обґрунтування та методика
Формувальне оцінювання слугує кільком цілям:
- Надавати зворотний зв'язок учителям для видозміни подальших навчальних заходів і досвіду;[6]
- Виявляти й усувати групові чи індивідуальні прогалин;[6]
- Переносити фокус із досягнення оцінок на процеси навчання з метою підвищення самоефективності(інші мови) та зменшення негативного впливу зовнішньої мотивації(інші мови);[7]
- Поліпшувати метакогнітивну обізнаність учнів щодо того, як вони навчаються.[7]
- «Часте й постійне оцінювання дозволяє як здійснювати тонке настроювання навчання, так і спрямовувати увагу учнів на поступ».[18]

Характеристики формувального оцінювання:
За словами Harlen та James, (1997), формувальне оцінювання:
- має позитивний намір, оскільки спрямоване на сприяння навчанню; тому воно є частиною навчального процесу;
- враховує поступ кожного окремого учня, зусилля, які він докладає, та інші аспекти навчання, які можуть бути не передбачені навчальною програмою; іншими словами, воно не є суто критерійним;
- повинно враховувати кілька випадків застосування певних навичок та ідей, при цьому можливі як невідповідності, так і закономірності у поведінці; такі невідповідності могли би бути «помилками» у підсумковому оцінюванні, але у формувальному оцінюванні вони надають діагностичну інформацію;
- валідність і корисність мають першорядне значення у формувальному оцінюванні й повинні переважати над турботою про надійність;
- навіть більше, ніж оцінювання для інших цілей, формувальне оцінювання вимагає, щоб учні відігравали центральну роль у ньому; учні мають бути активними у власному навчанні (вчителі не можуть навчатися за них), і якщо вони не навчаться розуміти свої сильні та слабкі сторони, а також способи їх вдосконалення, вони не зможуть досягнути прогресу.[19]

Центральною функцією формувального оцінювання є зворотний зв'язок. Він зазвичай зосереджується на докладному змісті того, що вивчається, а не лише на оцінці за тест чи інших способах вимірювання того, наскільки учень відстає від очікуваного стандарту.

## Приклади
Час між формувальним оцінюванням та коригуванням навчання може становити від кількох секунд до кількох місяців. Деякі приклади формувального оцінювання:
- Учням пропонують самостійно оцінити свої навчальні здобутки за допомогою переліку критеріїв, тим самим породжуючи зворотний зв'язок для їхнього власного процесу навчання. Було виявлено, що це поліпшує навчання в галузі природничих наук, коли учні мають самостійно оцінити власні уявлення про якусь природничо-наукову тему.[21]
- Учителька мови пропонує учням обрати найкращу тезу з кількох варіантів; якщо всі обирають правильно, вона переходить до наступної теми; якщо лише деякі обирають правильно, вона може розпочати обговорення класом; якщо більшість відповідає неправильно, вона може повернутися до роботи над тезами.[12]
- Учителька пропонує своїм учням під час мозкового штурму записати все, що вони знають про те, як працюють повітряні кулі, щоби дізнатися, що учні вже знають про ту область науки, яку вона має намір викладати.[22]
- Куратор з природничих наук переглядає результати тестів учнів попереднього року, щоби допомогти у плануванні вчительських семінарів під час літніх канікул з метою подолання слабких місць в успішності учнів.[12]
- Учитель документує роботу учнів і учнівські конференції, щоби допомогти у плануванні автентичних заходів для задоволення потреб учнів.[23]
- Учням можуть давати по три «світлофорні картки» для вказування рівня розуміння якогось поняття під час уроку. Зелений колір означає, що учень розуміє поняття, і вчитель може рухатися далі; жовтий колір вказує на те, що викладачеві слід сповільнитися, оскільки учень лише частково розуміє поняття; червоний колір означає, що учень хоче, аби вчитель зупинився й чіткіше пояснив конкретне поняття, оскільки він його не розуміє.[24]
- Коли учні виходять із класу, вчитель просить їх відповісти на наступне питання й подати відповідь зі своїм ім'ям: «Назвіть одну важливу річ, яку ви вивчили на сьогоднішньому уроці». Це допомагає учням синтезувати те, що вони зробили цього дня, і надає зворотний зв'язок учителю щодо цього уроку.[25]
- Учитель просить учнів намалювати асоціативну карту на уроці для подання їхнього розуміння теми.[26]
- Учитель просить учнів подати одне або два речення з визначенням головної думки лекції.[26]
- Учитель просить учнів подати пропозицію дослідження для раннього зворотного зв'язку.[26]
- Використання «вихідного квитка» наприкінці уроку для підсумування того, що учні вивчили.[27]
- Учитель використовує «вхідний квиток» на початку уроку, ставлячи учням швидке питання щодо уроку попереднього дня.[28]
- Учитель просить учнів намалювати ескіз, візуально подавши нові знання.[28]

## Свідчення
Метааналіз досліджень формувального оцінювання виявив значні поліпшення у навчанні за його застосовування у всіх областях змісту, типах знань і навичок, та на всіх рівнях освіти. Освітній дослідник Роберт Дж. Марцано зазначає:
Згадайте висновок із синтезу понад 250 досліджень, проведеного Блеком і Вільямом (1998), який показав, що формувальне оцінювання, у порівнянні з підсумковим, чинить потужніший вплив на навчання учнів. У своєму огляді досліджень Теренс Крукс (1988) зазначає, що величини ефекту для підсумкових оцінювань послідовно нижчі, ніж величини ефекту для формувальних оцінювань. Одним словом, саме формувальне оцінювання має міцну наукову основу, що підтверджує його вплив на навчання.:9Оригінальний текст (англ.)
Recall the finding from Black and Wiliam's (1998) synthesis of more than 250 studies that formative assessments, as opposed to summative ones, produce the more powerful effect on student learning. In his review of the research, Terrance Crooks (1988) reports that effects sizes for summative assessments are consistently lower than effect sizes for formative assessments. In short, it is formative assessment that has a strong research base supporting its impact on learning.
Водночас із тим, що емпіричні свідчення показали значний вплив формувального оцінювання на підвищення досягнень учнів, воно також «визнане одним із найпотужніших способів підвищення мотивації учнів». Віра учнів у свої здібності до навчання, приписування навчальних успіхів особистим зусиллям і здібностям, акцентування уваги на поступі до навчальних цілей замість числових оцінок, а також оцінювання «характеру їхнього мислення для визначення стратегій, що поліпшують розуміння» — усе це способи підвищення мотивації через ефективне використання формувального оцінювання.
Проте, щоби ці поліпшення стали очевидними, формувальне оцінювання мусить
1. уточнювати й поширювати навчальні цілі й критерії успіху;
2. створювати ефективні обговорення в класі та інші завдання, які демонструють свідчення розуміння учнів;
3. надавати зворотний зв'язок, який можливо і будуть використовувати на практиці;
4. дозволяти учням ставати навчальними ресурсами один для одного;
5. стимулювати учнів ставати господарями власного навчання.[33]

Деякі дослідники дійшли висновку, що оцінювання на основі стандартів може бути ефективним способом «призначати навчання та забезпечувати те, щоби жодна дитина не залишилася осторонь».:13
У попередні десятиліття вчителі розробляли навчальні модулі, які зазвичай включали цілі, стратегії викладання та ресурси. Оцінку учня за цим тестом або іспитом розглядали як показник його або її розуміння теми. 1998 року Блек і Вільям підготували огляд, який підкреслив, що учні, які навчаються за формувальним підходом, досягають значно кращих результатів, ніж контрольні групи, які отримують звичайне навчання. Їхня робота переросла в кілька важливих дослідницьких проєктів з оцінювання для навчання від команди Кінгс-коледжу, включно з Kings-Medway-Oxfordshire Formative Assessment Project (KMOFAP), Assessment is For learning (Шотландія), Jersey-Actioning-Formative assessment (Нормандські острови), а також меншими проєктами в Англії, Уельсі, Перу та США.
Найсильніші свідчення поліпшення навчальних здобутків походять від короткотривалих циклів формувального оцінювання (протягом секунд або хвилин під час одного заняття), а також середньо- та довготривалих оцінювань, коли результати оцінювання використовують для зміни звичайної практики викладання вчителя.

## Стратегії

### Розуміння цілей навчання
Важливо, щоби учні розуміли цілі та критерії успіху під час навчання в класі. Часто вчителі представляють учням навчальні цілі перед уроком, проте не завжди ефективно розрізняють кінцеві цілі та те, що учні робитимуть, щоби їх досягнути. «Коли вчителі починають із того, що вони хочуть, щоби учні знали, і розробляють своє викладання, відштовхуючись від цієї мети, то викладання набагато ймовірніше буде ефективним».
У дослідженні, проведеному Греєм і Толлом, було виявлено, що 72 учні віком від 7 до 13 років мали різний досвід навчання математики. Дослідження показало, що учні з вищими досягненнями пропускали математичні неоднозначності, тоді як учні з нижчими досягненнями часто застрягали на цих непорозуміннях. Приклад цього можливо побачити в числі {\textstyle 6{\frac {1}{2}}}. Хоча це не зазначено явно, операція між цими двома числами є додаванням. Якщо розглянути число {\displaystyle 6x}, тут передбачається, що операція між {\displaystyle 6} та {\displaystyle x} — множення. Нарешті, якщо подивитися на число {\displaystyle 61}, між 6 і 1 зовсім інша операція. Це дослідження показало, що учні з вищими досягненнями могли абстрагуватися від цього, тоді як інші учні — ні.
Інше дослідження, проведене Вайтом і Фредеріксеном, показало, що коли дванадцять сьомих класів з природничих наук отримали час на роздуми про те, що вони вважають якісною роботою, і як, на їхню думку, їх оцінюватимуть, різниця між учнями з високими досягненнями та учнями з низькими досягненнями зменшилася.
Один зі способів допомогти в цьому — пропонувати учням різні приклади робіт інших учнів, щоби вони могли оцінити різні зразки. Розглядаючи різні рівні роботи, учні можуть почати розрізняти кращі та гірші роботи.

### Зворотний зв'язок
Було проведено багато досліджень, спрямованих на вивчення того, як зворотний зв'язок впливає на учнів. Клуґер і ДеНісі (1996) проаналізували понад три тисячі звітів щодо зворотного зв'язку в школах, університетах і на робочих місцях. Серед них лише 131 дослідження виявилося науково обґрунтованим, і з них 50 показали, що зворотний зв'язок фактично має негативний вплив на його отримувачів. Це пояснюється тим, що зворотний зв'язок часто «зачіпає его», тобто він спрямований на конкретного учня, а не на якість його роботи. Зворотний зв'язок часто надають у вигляді числової або літерної оцінки, що сприяє порівнюванню учнів між собою. Згадані вище дослідження показали, що найефективнішим є зворотний зв'язок, коли учням не лише вказують на області, які потребують поліпшення, але й пояснюють, як саме це поліпшення здійснити.
Було доведено, що залишення коментарів поряд із оцінками так само неефективне, як і надання лише числової/літерної оцінки. Це пов'язано з тим, що учні зазвичай звертають увагу лише на оцінку й ігнорують будь-які коментарі, які їм надають. Далі вони зазвичай цікавляться оцінками інших учнів із цього предмету й порівнюють їх зі своїми.

### Запитування
Запитування є важливою частиною навчального процесу, а ще важливішою є постановка правильних типів питань. Питання повинні або змушувати учня думати, або збирати інформацію для поліпшення викладання. Питання, які стимулюють обговорення та рефлексію учнів, полегшують для них шлях до досягнення навчальних цілей. Ось деякі приклади питань, які корисно ставити учням:
- Що ви думаєте про відповідь [ім'я учня]?
- Що ми можемо додати до пояснення [ім'я учня]?
- [Ім'я учня] сказав одне, [інше ім'я] сказав інше, але як ми можемо об'єднати ці пояснення в повну відповідь?

#### Час на роздуми
Час на роздуми — це проміжок часу, який дають учневі, щоби відповісти на поставлене запитання, та час, дозволений для відповіді. Мері Бадд Роу досліджувала результати надання учням довшого часу на роздуми. До них належали:
- довші відповіді;
- зменшення кількості випадків, коли учні не відповідають;
- упевненіші відповіді;
- учні частіше критикували та/або поліпшували відповіді інших учнів;
- пропонували більше альтернативних пояснень.

## Взаємооцінювання
Оцінювання роботи один одного учнями було досліджено, і виявлено, що воно має численні переваги:
- Коли учні знають, що їхню роботу оцінюватимуть однолітки, вони, як правило, приділяють більше уваги деталям у своїй роботі.
- Учні можуть спілкуватися один з одним мовою, з якою вони почуваються комфортніше, ніж із викладачем. Погляд однолітка може бути зрозумілішим і ближчим, ніж пояснення вчителя.
- Учні частіше приймають конструктивну критику від однолітка, ніж від викладача.
- Під час процесу взаємооцінювання вчитель може легше контролювати навчальний процес. Він також може залишатися на задньому плані й спостерігати, як учні продовжують оцінювати роботи один одного, і втрутитися у будь-який момент, якщо це буде необхідно.

## У початковій та середній освіті
Формувальне оцінювання є цінним для щоденного навчання, коли його використовують для пристосування методів викладання відповідно до потреб учнів і для відстежування їхнього поступу в досягненні навчальних цілей. Крім того, воно допомагає учням контролювати власний поступ, отримуючи зворотний зв'язок від учителя та/або однолітків, що дозволяє переглядати та вдосконалювати власне мислення. Формувальне оцінювання також відоме як навчальне оцінювання, класне оцінювання та оцінювання для навчання.

### Методи
Існує багато способів інтегрування формувального оцінювання в навчання на рівнях початкової та середньої школи (K-12). Хоча основні концепції формувального оцінювання, як-от постійний зворотний зв'язок, видозміна викладання та отримання інформації про поступ учнів, не відрізняються для різних дисциплін та рівнів, їхні методи та стратегії можуть відрізнятися. Наприклад, дослідники розробили породжувальні активності (англ. generative activities) та активності з вивідування моделей (англ. model-eliciting activities), які можливо використовувати як інструменти формувального оцінювання на уроках математики та природничих наук. Інші дослідники розробили стратегії комп'ютеризованого спільного навчання. Докладнішу інформацію про використання формувального оцінювання в конкретних галузях наведено нижче.

### Мета
Формувальне оцінювання, або діагностичне тестування, як стверджує Національна рада з професійних стандартів викладання США, слугує для створення специфічних ефективних навчальних програм та оцінювання для певного класу. Це передбачає збирання найкращих можливих свідчень про те, що учні вивчили, а потім використання цієї інформації для ухвалення рішень щодо подальших кроків. Зосереджуючись на активностях, орієнтованих на учня, формувальне оцінювання дозволяє учневі пов'язати матеріал із власним життям та досвідом. Учнів заохочують до критичного мислення та розвитку аналітичних навичок. Цей тип оцінювання дозволяє робити учительський план уроку чітким, творчим, та відображати навчальну програму.
За даними Аппалачської лабораторії освіти (англ. Appalachian Education Laboratory, AEL), «діагностичне тестування» підкреслює ефективні практики викладання, водночас враховуючи досвід учнів та їхні унікальні уявлення. Крім того, воно створює основу для «ефективного отримання та застосування» через заохочення учнів до активного управління своїм навчанням. Наслідком такого підходу є формування обізнаного учня з глибоким розумінням матеріалу, здатного продемонструвати свої знання з певної теми.

## Конкретні застосування
Нижче наведено приклади застосування формувального оцінювання в різних предметних галузях:

### У математичній освіті
У математичній освіті важливо, щоб учителі бачили, як їхні учні підходять до розв'язування задач, і скільки математичних знань і на якому рівні вони застосовують під час розв'язування. Іншими словами, розуміння того, як учні мислять у процесі навчання або розв'язування задач, дозволяє вчителям допомагати їм долати концептуальні труднощі й, відповідно, поліпшувати навчання. У цьому сенсі формувальне оцінювання є діагностичним.
Щоби застосовувати формувальне оцінювання в класах, учитель має забезпечити, щоби кожен учень брав участь у навчальному процесі, висловлюючи свої ідеї; у класі панувала довірлива атмосфера, у якій учні можуть надавати один одному зворотний зв'язок; учитель надавав учням зворотний зв'язок; а навчання видозмінювалося відповідно до потреб учнів. На уроках математики активності, що розкривають мислення, як-от активності з вивідування моделей (англ. model-eliciting activities, MEA) та породжувальні активності (англ. generative activities), створюють добрі можливості для охоплення цих аспектів формувального оцінювання.

#### Приклади зворотного зв'язку
Нижче наведено кілька прикладів можливого зворотного зв'язку для учнів у математичній освіті:
- Учень: «Я просто не розумію». Учитель: «Ну, перша частина така ж, як і в попередній задачі, яку ти розв'язав. Потім ми додаємо ще одну змінну. Спробуй знайти її, а я повернуся за кілька хвилин».
- «Тут є 5 неправильних відповідей. Спробуй їх знайти й виправити».
- «Відповідь на це запитання така… Чи можеш ти знайти спосіб, як її отримати?»
- «Ти використовував підстановку для розв'язання всіх цих систем рівнянь. Чи можеш тепер використати метод виключення, щоби їх розв'язати?»

Інші підходи до надання зворотного зв'язку заохочують учнів до рефлексії:
- «Ти використав два різні методи для розв'язання цих задач. Чи можеш пояснити переваги та недоліки кожного методу?»
- «Ти, здається, добре розумієш … . Чи можеш придумати свою власну складнішу задачу?»

Ще один метод полягає в тому, щоб учні зверталися один до одного за знаннями.
- «Ти, здається, плутаєш синус і косинус. Поговори з Катрусею про різницю між ними».
- «Порівняй свою роботу з Сашковою й напиши кілька порад для іншого учня, який працюватиме над цією темою вперше».

### У навчанні другої/іноземної мови
Як безперервне оцінювання, формувальне оцінювання зосереджується на процесі, допомагаючи вчителям перевіряти поточний рівень мовних навичок учнів, тобто вони можуть дізнаватися, що учні знають і чого вони не знають. Воно також надає учням можливість брати участь у видозмінюванні чи плануванні наступних уроків. Участь у своєму навчанні підвищує мотивацію учнів до вивчення цільової мови. Це також підвищує усвідомлення учнями своїх знань цільових мов, що призводить до перегляду власних цілей. У результаті це допомагає учням успішно досягати своїх цілей, а вчителям — бути фасилітаторами, які сприяють розвитку мовних здібностей учнів.
У класі як формувальне оцінювання можливо використовувати короткі тести, рефлексійні журнали чи портфоліо.

### У початковій освіті
У початкових школах формувальне оцінювання використовують для визначення наступних кроків у навчанні. Як учителі, так і учні використовують формувальні оцінювання як інструмент для ухвалення рішень на основі даних. Формувальне оцінювання відбувається, коли вчителі надають учням зворотний зв'язок таким чином, що дозволяє учням краще навчатися, або коли учні можуть долучатися до подібного саморефлексійного процесу. Свідчення показують, що якісне формувальне оцінювання має потужний вплив на навчання учнів. Black та Wiliam, (1998) повідомляють, що дослідження формувального оцінювання показують розміру ефекту відносно стандартизованого тестування від 0,4 до 0,7, що перевищує більшість відомих освітніх втручань. (Розмір ефекту — це співвідношення середнього поліпшення результатів тестів у межах нововведення до діапазону результатів типової групи учнів на тих самих тестах; Блек і Вільям визнають, що стандартизовані тести є дуже обмеженими мірами навчання.)
Формувальне оцінювання особливо ефективне для учнів, які не досягли значних успіхів у школі, таким чином зменшуючи розрив між учнями з низькими та високими досягненнями, й водночас підвищуючи загальні досягнення. Дослідження, розглянуті Блеком і Вільямом, підтверджують висновок, що підсумкові оцінювання мають схильність впливати на навчання учнів негативно.

### Математика та природничі науки

#### Активності з вивідування моделей (АВМ)
Активності з вивідування моделей (англ. model-eliciting activities, MEA) ґрунтуються на реальних ситуаціях, де учні, працюючи в малих групах, пропонують математичну модель як розв'язок потреби клієнта. Дизайн задачі дозволяє учням оцінювати свої розв'язки відповідно до потреб клієнта, визначених у ситуації задачі, і підтримувати себе в продуктивних, поступово ефективніших циклах концептуалізації та розв'язання задачі.
Активності з вивідування моделей (АВМ) ідеально структуровані, щоби допомагати учням розвивати свої навички розв'язування задач у реальному світі, поступово переходячи до все потужніших математичних конструктів. Те, що особливо корисно для вчителів математики та дослідників, — це здатність АВМ робити мислення учнів видимим через їхні моделі та цикли моделювання. Учителі не спонукають до використання конкретних математичних понять або їхніх репрезентаційних аналогів під час ознайомлення із задачею. Натомість вони обирають активності, які максимально сприяють тому, щоб учні розвивали поняття, що є центральними в навчальній програмі, спираючись на свої ранні й інтуїтивні ідеї. Математичні моделі виникають із взаємодії учнів із ситуацією задачі, а навчання оцінюють через ці виниклі поведінкові прояви.

#### Породжувальні активності
У породжувальній активності (англ. generative activity) учнів просять придумати математично однакові розв'язки. Учні можуть дійти до відповідей або створити відповіді з цього самого поняття різними способами. Ця однаковість надає завданню цілісність і дозволяє йому бути «організаційною одиницею для виконання певної функції».
Інші активності також можуть використовувати як засоби формувального оцінювання, якщо вони забезпечують участь кожного учня, роблять думки учнів видимими один для одного та для вчителя, сприяють зворотному зв'язку для перегляду та вдосконалення мислення. Крім того, доповненням до всього цього є видозміна та пристосування навчання за допомогою інформації, зібраної цими активностями.

### У навчанні з використанням комп'ютерних технологій
Багато науковців прагнуть урізноманітнити завдання для оцінювання, розширивши діапазон оцінюваних навичок, та надавши учням своєчасніший та інформативніший зворотний зв'язок щодо їхнього поступу. Інші бажають задовольнити очікування учнів щодо гнучкішого навчання й створити ефективні механізми оцінювання, здатні зменшити навантаження на викладацький склад. Перехід до онлайнового та комп'ютеризованого оцінювання є природним результатом зростання використання інформаційно-комунікаційних технологій для підвищення якості навчання. Оскільки дедалі більше учнів шукає гнучкості у своїх курсах, здається неминучим зростання очікувань і щодо гнучких методів оцінювання. Під час впровадження онлайнового та комп'ютеризованого навчання радять використовувати структуровану систему чи модель для керування оцінюванням.
Спосіб, у який учителі організовують свої навчальні заняття та уроки, можливо поліпшити за допомогою технологій під'єднаного класу (англ. connected classroom). Таке використання технологій у процесі формувального оцінювання не лише дозволяє швидко збирати, аналізувати й використовувати дані учнів, але й забезпечує вчителів необхідною інформацією для вдосконалення їхнього викладання.

## У британській освіті
У системі освіти Великої Британії формувальне оцінювання (або оцінювання для навчання) є ключовим аспектом порядку денного персоналізованого навчання. Робоча група з реформи 14—19, яку очолював Майк Томлінсон, рекомендувала змінити підхід до оцінювання учнів, зробивши його більш орієнтованим на проведення вчителем і менш залежним від зовнішнього оцінювання, ставлячи учнів у центр процесу оцінювання.
Британський уряд заявив, що персоналізоване навчання залежить від того, наскільки добре вчителі знають сильні та слабкі сторони окремих учнів, і що ключовим засобом досягнення цього є формувальне оцінювання, до якого належить надання якісного зворотного зв'язку учням під час кожного навчального заняття.
Група з реформування оцінювання (англ. Assessment Reform Group) визначила такі 10 принципів формувального оцінювання:
Оцінювання для навчання повинне:
- бути частиною ефективного планування викладання й навчання;
- зосереджуватися на ставленні учнів до навчання;
- визнаватися центральним елементом класної методики;
- розглядатися як ключова професійна навичка для вчителів;
- бути чутливим і конструктивним, оскільки будь-яке оцінювання має емоційний вплив;
- враховувати важливість мотивації учнів;
- сприяти залученню до навчальних цілей і спільному розумінню критеріїв, за якими вони оцінюються;
- давати учням можливість отримувати конструктивне спрямування щодо поліпшення;
- розвивати здатність учнів до самооцінювання, щоби вони могли ставати вдумливими та самокерованими;
- визнавати весь спектр досягнень усіх учнів.

## Складне оцінювання
Складне оцінювання (англ. complex assessment) — це таке, що потребує рубрики та експертного оцінювача. До прикладів завдань складного оцінювання належать дипломні роботи, заявки на фінансування тощо. Складність оцінювання пов'язана з неявністю формату. У минулому виникали труднощі з неясними критеріями оцінювання дипломних робіт. Вебстер, Пеппер і Дженкінс (2000) обговорили деякі загальні критерії для оцінювання дипломних робіт і неясності, пов'язані з їхнім використанням, значенням і застосуванням. Вулф (2004) конкретніше зазначає щодо зважування критеріїв оцінювання дипломних робіт: «Факультети так само мовчать щодо ваги, якої вони надають критеріям, як і щодо кількості критеріїв, які враховують при виставленні оцінки». Ще серйозніше занепокоєння висловила Шей (2004), яка стверджувала, що оцінювання дипломних робіт з інженерії та соціальних наук є «соціально ситуативним інтерпретативним актом», що означає можливість багатьох альтернативних інтерпретацій та оцінок для одного й того же завдання оцінювання. Проблеми оцінювання дипломних робіт обговорюють уже десятиліттями, починаючи з обговорення складності цього оцінювання Блеком (1975).

## Переваги для вчителів
- Учителі можуть визначати, які стандарти вже опанували учні та якою мірою.
- Учителі можуть вирішувати, яких незначних або значних змін потребує викладання, щоби всі учні могли досягти успіху в подальшому навчанні та наступних оцінюваннях.
- Учителі можуть створювати доречні уроки та активності для груп учнів чи окремих учнів.
- Учителі можуть інформувати учнів щодо їхнього поточного поступу, щоби допомагати їм ставити цілі для вдосконалення.[67]

## Переваги для учнів
- Учні краще мотивовані до навчання.
- Учні беруть на себе відповідальність за власне навчання.
- Учні можуть стати користувачами оцінювання разом із учителем.
- Учні засвоюють цінні навички на все життя, як-от самооцінювання та постановку цілей.
- Учні стають вправнішими в самооцінюванні.[68][69][70]

## Спільні формувальні оцінювання
Методика спільних формувальних оцінювань (англ. common formative assessments) є способом для вчителів коригувати свою педагогіку викладання на основі оцінювання. Її суть у тому, що вчителі, які викладають один і той же предмет, можуть надавати своїм класам спільне оцінювання. Результати цього оцінювання можуть дати вчителям цінну інформацію, найважливішою з якої є те, хто з команди вчителів досягає найбільших успіхів зі своїми учнями з певної теми або стандарту. Метою цієї методики є надання зворотного зв'язку саме для вчителів, а не обов'язково для учнів, тож оцінювання може бути формувальним для вчителів, але підсумковим для учнів.
Дослідники Кім Бейлі та Кріс Якісіч зазначають, що спільні формувальні оцінювання «підвищують ефективність для вчителів, сприяють справедливості для учнів, є ефективною стратегією для визначення того, чи гарантована навчальна програма дійсно викладається і, що важливіше, засвоюється, дають окремим вчителям інформацію щодо їхніх методик, розвивають спроможність команди поліпшувати свою програму, полегшують системну колективну реакцію на учнів, які мають труднощі, [та] пропонують найпотужніший інструмент для зміни поведінки та методик дорослих».
Розробка спільних формувальних оцінювань у команді вчителів допомагає педагогам відповісти на важливі питання щодо поступу учнів, які сформулювали Кім Бейлі та Кріс Якісіч. До них належать:
- Що ми хочемо, щоби учні знали та вміли робити?
- Як ми дізнаємося, що вони навчаються?
- Що ми робимо, коли вони не навчаються?
- Як ми реагуємо, коли вони вже засвоїли інформацію?

Спільні формувальні оцінювання є способом розв'язання другого питання. Вчителі збирають дані про те, як ідуть справи в учнів, щоби зрозуміти, чи відбувається навчання, і як учні сприймають викладений матеріал. Після збору цих даних вчителі розробляють системи та плани для розв'язання третього й четвертого питань і, протягом кількох років, коригують перше питання відповідно до навчальних потреб своїх учнів.
Використання спільних формувальних оцінювань для збирання даних про поступ учнів дозволяє вчителям порівнювати результати своїх учнів. Одночасно вони можуть обмінюватися стратегіями, які використовували в класі для викладання саме цієї концепції. З огляду на ці дані, команда вчителів може робити деякі оцінки того, які завдання й пояснення сприяли найкращим результатам учнів. Вчителі, які використовували альтернативні стратегії, тепер мають нові ідеї для втручань та для майбутнього викладання цієї теми. Команди вчителів також можуть використовувати спільні формувальні оцінювання для перегляду та калібрування своїх методик оцінювання. Вчителі з одного предмета повинні прагнути максимальної узгодженості в оцінюванні своїх учнів. Порівняння формувальних оцінювань або спільне оцінювання всіма вчителями є одним зі способів коригування вчителями критеріїв свого оцінювання перед підсумковим оцінюванням. Через цю методику вчителі отримують можливість фахово зростати разом із колегами, які розуміють їх та їхнє шкільне середовище.
Щоби зробити методику команд вчителів, спільні формувальні оцінювання та основні стандарти максимально корисними, слід використовувати метод зворотного дизайну (англ. backward design). Зворотний дизайн — це ідея в освіті, що підсумкове оцінювання слід розробляти першим, а всі формувальні роботи та уроки, що ведуть до цього конкретного оцінювання, створювати після нього. Томлінсон і МакТайґ писали: «Хоч це й не нова ідея, ми виявили, що свідоме використання зворотного дизайну для планування курсів, модулів та окремих уроків призводить до чіткіше визначених цілей, відповідніших оцінювань та цілеспрямованішого викладання». Конкретніше, час для втручання та повторного навчання мусить бути врахований у розкладі. Нереально думати, що кожен учень ідеально засвоїть кожну тему й буде готовий до підсумкового оцінювання за встановленим графіком.
Було розроблено декілька моделей для уточнення або розв'язання конкретних питань у формувальному оцінюванні. Наприклад, Гаррі Торранс і Джон Прайор запропонували модель, яка має на меті забезпечувати зразок і баланс для оцінювальних заходів на основі 14 категорій. Ця класифікація уможливлює докладний аналіз, а також надає керівництво для спостережуваних методик. Хоча й існують всеохопні моделі формувального оцінювання, є також деякі системи, спеціально підігнані до предмета, що викладається. Це демонструється в моделі, яка балансує особистісний, соціальний та науковий розвиток у викладанні природничих наук, та в системі, яка зосереджуються на розумінні на слух та мовленнєвих навичках при оцінюванні та навчанні англійської мови.